# Hermann von Bülow
Karl Georg Ernst Hermann von Bülow (* 4. März 1842 in Nienburg/Weser; † 10. Oktober 1906 in Leipzig) war ein deutscher Reichsgerichtsrat.

## Leben
Hermann von Bülow studierte an der Eberhard-Karls-Universität Rechtswissenschaft. 1860 wurde er im Corps Franconia Tübingen recipiert. 1862 wurde er vereidigt. 1869 wurde er Amtsrichter und 1873 Obergerichtsassessor. 1878 wurde er zum Obergerichtsrat befördert 1879 zum Landgerichtsrat ernannt. 1884 wurde er Oberlandesgerichtsrat. 1896 kam er an das Reichsgericht. Er war im VI. und VII. Zivilsenat des Reichsgerichts tätig. 1906 starb er mit 64 Jahren im Amt.

## Familie
Sein Vater Dr. iur. Berthold Friedrich Wilhelm Karl (1801–1878) war zuletzt preußischer Oberamtsrichter. Der lüneburgische Landschaftsdirektor Friedrich Ernst von Bülow (1736–1802) war sein Urgroßvater. Sein einziger Sohn Berthold Friedrich Wilhelm Eduard (1882–1915) war preußischer Amtsrichter. Er fiel im Ersten Weltkrieg als Oberleutnant der Reserve des 1. Garde-Feldartillerie-Regiments, eingesetzt bei der Artillerie-Munitions-Kolonne Nr. 1 im Regiment der Gardes du Corps.

## Schriften
- Zulässigkeit der Revision bei dem Streite über die Verpflichtung zur Erstattung von Reichsstempelabgaben. Deutsche Juristen-Zeitung, Jahrgang 6 (1901), S. 500.